# Ephraim (Wisconsin)
Ephraim és una població dels Estats Units a l'estat de Wisconsin. Segons el cens del 2000 tenia 353 habitants.

## Demografia
Segons el cens del 2000, Ephraim tenia 353 habitants, 161 habitatges, i 112 famílies. La densitat de població era de 34,9 habitants per km².
Dels 161 habitatges en un 18% hi vivien nens de menys de 18 anys, en un 63,4% hi vivien parelles casades, en un 3,1% dones solteres, i en un 30,4% no eren unitats familiars. En el 27,3% dels habitatges hi vivien persones soles el 14,3% de les quals corresponia a persones de 65 anys o més que vivien soles. El nombre mitjà de persones vivint en cada habitatge era de 2,19 i el nombre mitjà de persones que vivien en cada família era de 2,62.
Per edats la població es repartia de la següent manera: un 19% tenia menys de 18 anys, un 2,5% entre 18 i 24, un 17,6% entre 25 i 44, un 32,9% de 45 a 60 i un 28% 65 anys o més.
L'edat mediana era de 53 anys. Per cada 100 dones de 18 o més anys hi havia 81 homes.
La renda mediana per habitatge era de 52.500 $ i la renda mediana per família de 60.227 $. Els homes tenien una renda mediana de 37.813 $ mentre que les dones 31.875 $. La renda per capita de la població era de 30.579 $. Aproximadament el 2,7% de les famílies i el 5,2% de la població estaven per davall del llindar de pobresa.

## Poblacions més properes
El següent diagrama mostra les poblacions més properes.